# 2020년 러시아 그랑프리
2020 러시아 그랑프리(공식 명칭: 포뮬러 1 VTB 러시아 그랑프리 2020)는 러시아 크라스노다르주 소치에 위치한 소치 오토드롬에서 열린 포뮬러 원 대회이다. 이번 그랑프리는 2020년 포뮬러 원 시즌의 10번째 라운드로 9월 25일부터 27일까지 열렸다.
그랑프리 우승자는 메르세데스의 발테리 보타스가 차지했고 같은 팀 동료인 루이스 해밀턴은 3위를 기록했다. 레드불의 막스 페르스타펀은 2위를 기록했다.